# Жамбылский сельский округ (Кордайский район)
Жамбылский сельский округ — административно-территориальное образование в Кордайском районе Жамбылской области. Административный центр — село Жамбыл.

## Население
Население данного округа на 2009 год составляет 4541 человек (3016 в 1999 году).

## История
В связи с постановлением Президиума Верховного Совета Республики Казахстан от 4 мая 1993 года № 2001 «Об упоpядочении тpанскрибиpования на pусском языке казахских топонимов, наименовании и пеpеименовании отдельных администpативно-теppитоpиальных единиц Республики Казахстан» старое название села, Джамбул, было изменено на Жамбыл.

## Административное устройство
1. село Жамбыл (им. Джамбула)
2. село Жанатурмыс